# 実録出版
実録出版（じつろくしゅっぱん）とは、「尻フェチメーカー」として名を馳せるインディーズAVメーカーのひとつである。実録出版制作作品のほとんどは工藤澪 (くどう れい)が監督・プロデュース。かつては弟子である宮本小次郎が監督として携わっていた。

## 特徴・評価
- 尻を中心としたフェチズムの要素とハメ撮りが融合した「フェチハメ（撮り）」と言われる独自の世界を確立した。その技巧的とも言える手法や方法論は、当時オーロラプロジェクトの二番煎じような作品を多数オマージュしていたAVメーカーやハメ撮り師たちに、新たなる方向性や可能性を示した。

- その名前から出版社と間違われるが書籍は出していない。名前の由来は工藤がかつて出版社に在籍していたからという説や、フランス書院や民明書房からインスパイアされたという説がまことしやかに囁かれているが実際のところは定かではない。

- 作品の大半は顔面騎乗などに代表される尻フェチのエッセンスを取り入れたものだが、近年は既存イメージを残しつつも包茎や巨乳や脇舐めなどの新境地を果敢に切り開いている。また、ほとんどの作品で顔射を見せる。

- 作品のリリースが不定期である。リリースがない月もあるほど。昨今のAV事情は大量生産という方向性の中、大手メーカーと対極の生産ペースは近年では非常に珍しい傾向である。かつてはDVDとVHSを同時リリースという手法を取っていたが、現在はビデオデッキの衰退、DVDデッキの普及により、DVD作品のみの発売となっている。また、近年はDVD2枚組や動画配信のみのリリース作品もあったりとTPOに合わせていろんなケースで発売している。

## 経歴等
- 2002年、AV制作レーベルとして「実録出版」設立。創業者は監督でもある工藤澪。

- 黎明期の作風〜工藤澪と女優がデートし、親密感ある普通の会話と、プライベート色の強いハメ撮り、勢い良く噴出する大量顔射などが一部で話題になる。短期間で引退した田中瞳や、無名時代の長谷川ゆいが人気を呼んだ。通称「ゆいたんハァハァ動画」は、長谷川ゆい本人が2ちゃんねるの自分のスレ住人に向けて放った衝撃的なメッセージ動画で、実録出版サイトで公開され、伝説となった。

- 尻フェチへの開眼〜ハメ撮りというスタイルに、延々尻を撫でる描写や顔面騎乗、アナル舐めといった要素が加わり、さらにマニアに注目され始めたのが、2003年頃。持月真由の顔面騎乗や、七瀬ひなの可愛い顔と尻毛の対比、酒井はな(現在廃盤)のエグいアナル舐め描写などで、単なるハメ撮りから、一躍マニア向けのメーカーとして認知される。

- 顔騎シリーズと無敵屋〜より一層フェチな方向へ向かう工藤は、ついに男優を起用し、尻フェチアングルに特化した作品「美尻顔騎」を発表。これは人気シリーズとなり、今日なおリリースされ続けている。当初は顔面騎乗とハメ撮りの二部構成だったが、より多彩なフェチを取り入れて進化し、包茎プレイ、アナル舐め、金玉スッポン舐めなど、数々の名場面を生産し続けている。同時期、実録出版とは別レーベルとして「無敵屋」を設立。こちらは逆にハメ撮りに特化したレーベルであった（無敵屋はその後「無敵会」と名を変え、フェチ的部分を追求した実験色の強いレーベル「黒船」や「大和」などのレーベルを設立するが、現在は無敵会そのものがリリースを停止している。）

- 2004年「顔騎少女 宮地奈々」が、オレンジ通信年間ベスト作品に選出される。この頃にはハメ撮りという既成概念を打ち破り「尻フェチの実録出版」という商品イメージが確立されていく。

- 多彩なるフェチの世界〜顔騎シリーズ以降、それ以外のハメ撮り作品でもフェチ度が上がり、特に尻を魅力的に撮る技術は完成の粋に入る。さらに女の腋の下を嗅いで舐めたり、包茎の皮を舐めさせたり、大量に生える陰毛越しに顔を捉えたアングルがあったりと、一作品内で多彩なフェチを魅せる方向に進化していった。青山風鈴の出演作品では、いわゆる「マン屁」体質である事を見抜き、交尾中徹底的に「マン屁」を鳴らし続け「マン屁二百連発」という、前人未到のマン屁作品を作り上げた。その後も無敵屋レーベルの「トーキョーポルノデイズ 岩佐真美」でもマン屁百連発を披露し、工藤のマン屁への執着を見せたが、女優の膣特性や相性もあるためか、最近作ではあまり見られる事が無くなった。

- 2005年、All About「最も活躍したAV監督」に工藤澪が選出される。

- 宮本小次郎の参加〜工藤の熱烈なファンであった宮本小次郎が、いつの間にか弟子入りしており、監督として浮上しはじめる。監督初期の頃は工藤的なハメ撮り作品をリリースしていたが、顔騎シリーズのメインカメラマンとなって以降は、自作品でも顔騎シリーズの要素を取り入れ、バラエティ豊かな構成で、長時間に渡って魅せるフェチプレイの波状攻撃的作風が完成、二枚組三時間が標準構成となっている。

- 2006年、工藤澪が「包茎を舐める女列伝」で、週刊プレイボーイおバカなAV大賞・監督賞受賞。この年から宮本小次郎が無敵屋に参加し、それを期にレーベル名を無敵会に改名した。

- 他社作品への進出〜宮本小次郎の参加後の実録出版は、クリエーター集団として本格的に動き出す。自社商品のみならず他社レーベル作品の制作・プロデュース業にも積極的に乗り出し、無敵会（無敵屋）・へりぽビデオ・舞蹴・超熟愛好会・NEEDSなどの作品の制作・プロデュース、さらに雑誌「セレブガールズ・ボンバーズ」などの付録DVD制作にも携わっている。

- 2007年「ビデオメイトDXアワード2007、貴方が選ぶAV・オブ・ザ・イヤー」 監督部門に、工藤澪が入賞。 「ザ・ベストオリジナル誌 」十周年記念号で、十周年記念特別付録ムービーを制作。 同誌「日本のAV監督」特集のVol.1として登場。

- 2008年　盟友二村ヒトシと監督混成プロジェクト「INAZUMA」を立ち上げる。

- 2009年　この年の工藤はほとんど作品を撮っていないが、「工藤澪ハメ撮り二十周年記念企画」として、「INAZUMA」の制作で出会った女優兼監督の真咲南朋を起用し、「愛していると言えなくて〜真咲南朋 美尻温泉旅行」を、全八話構成(各話32分)という編集方式で発表しAVフリーク誌2009年最高金賞作品に選出された。同年、完全工藤澪オンリーのムック本「ハメ撮り魂」が発売。そして宮本小次郞本「尻伝説」も発売。

- 工藤澪監督は、KUDOKIXというインターネットの動画サイトにハメ撮り師として参加し、DVDとしても発売されていた。このDVD版は、撮影から編集、写真撮影やジャケットデザインなど、ほぼ全ての作業を工藤澪が行い、一種の「ソロアルバム」とさえ言われ、工藤の意地が垣間みられる。若干の波はあるものの、ハメ撮り史に残る作品である事は間違いない。また、このDVD版はパソコン用に静止画データも多数収録されていて既存作品や他社作品と一線を画しているのが特徴でもある。このKUDOKIXの姉妹レーベルTraffixで新鋭監督・富樫虎丸も「僕と彼女のセックス日記」のシリーズで監督デビューしている。

- 海外における評価〜アメリカのポルノショップで、字幕入りのコピー品が売られている。

- 2010年　工藤澪が「妄想族」より「工藤澪」レーベルを立ち上げ〜王道作品「尻EVOLUTION」シリーズのリリース。新鋭・みならい監督による「淫尻授業」シリーズのヒット。宮本小次郞監督によるそれまでの「尻伝説」などから「What is HiP」「巨尻の女」等へのシリーズ一新が始まる。工藤澪のシンプルな写真力とデザイン力が新世代の商品を形成する。

- 2011年　宮本小次郎&みならいが独立し、豊田薫とマリオン結成。

- 2012年　新機軸として、ジョニー大久保、デカ拳、富樫虎丸等を起用し、実録王国を復古。工藤は完全なる監修業となる。

- 2013年　若手のジョニー大久保とタッグを組んで、『ジョニー工藤』コンビが誕生。プレステージよりJI.TSU.RO.KUというレーベルをリリース。

- 2014年　ジョニーと決別した工藤は、しばらく沈黙を保っていたが、突如DMM配信より/素人巨乳 小嶋さん痴態中出し流出という作品をリリース。素人ものの定期シリーズ化を見込んでか、女と二人で過ごす密室の出来事を生々しく描いている、工藤にとって原点回帰といえる内容である。創業から12年、弟子の離脱、AV産業の衰退などを経て、肩の力の抜けた工藤が織りなす密室の親密感は、他の追従を許さないほどにリアルな世界を構築している。
- 2017年　Twitterで3DVR作品への参入を表明。実録出版VRという新メーカーにて、従来のVRの概念を覆す手持ちカメラによる立体映像を模索。
- 2017年　京都大学学術出版協会『侵犯する身体』(田中雅一 編)に、フェティシズム映像の好例として評論が掲載される
- 2018年　妄想族から５作品リリース
- 2019年　VRHQ作品の配信を開始。

## 主なレーベル
1. 実録出版
2. KUDOKIX（終了）
3. NEEDS（映天流通）
4. 工藤澪/妄想族（北都流通）

※実録出版以外は終了。

## 主な作品

### 工藤澪監督作品
- 美尻温泉旅行〜愛していると言えなくて〜
- 制服の彼女
- 浴衣の彼女
- 傑作選シリーズ
- 顔面騎乗シリーズ
- SPECIAL DVDシリーズ
- KUDOKIX
- Sex Life
- 尻 EVOLUTION
- この娘と。
- TOKYO PORN DAYS
- HiP PoP lovers
- 東京交尾天国
- あの娘と。
- ビキニ倶楽部

### 宮本小次郎監督作品
- SPECIAL DVDシリーズ
- 尻伝説
- 美尻姫
- ギャル尻
- 顔面騎乗シリーズ
- 実録出版MANIACS
- WHAT IS HIP
- GAL'S BiKiNi HiPS
- YOKOHAMA REAL GAL'S
- 月刊マダム
- 2人におまかせ

### 富樫虎丸監督作品
- 君と放課後
- Traffix
- Office Lady
- 美尻妻
- 巨尻妻
- Fetishism
- 人妻倶楽部

### みならい監督作品
- 淫尻授業
- ふんどし女子校生
- 人妻倶楽部

### その他
- 列伝シリーズ
- NEEDSマニア向け
- 爆乳シリーズ
- 舞蹴シリーズ
- 秘蔵面接シリーズ
- 美尻巨尻素人歩行
- 超熟愛好会
- ベストオブ実録出版
- 白龍

## 主な出演女優
- 長谷川ゆい
- みずなあんり
- 宮地奈々
- 姫野愛
- 紅音ほたる
- 上村愛
- 浜崎りお
- 清原りょう
- 東条かれん
- 青山さつき
- 泉麻那